# Malá mořská víla (film, 1976)
Malá mořská víla je česká filmová pohádka režiséra Karla Kachyni, natočená v roce 1976. Mořská víla – dcera krále moří, se nešťastně zamiluje do pozemského prince a musí se rozhodnout, zda kvůli lásce opustí vodní prostředí nebo zůstane nesmrtelnou. V hlavní roli mořské víly se ztvárnila Miroslava Šafránková, sestra Libuše Šafránkové, která ve snímku také vystupuje a je své sestře velmi podobná.

## Základní údaje
- Námět: Hans Christian Andersen
- Scénář: Ota Hofman, Karel Kachyňa
- Hudba: Zdeněk Liška
- Kamera: Jaroslav Kučera
- Režie: Karel Kachyňa
- Hrají: Miroslava Šafránková, Radovan Lukavský, Petr Svojtka, Marie Rosůlková, Milena Dvorská, Libuše Šafránková, Jiří Ornest, Dagmar Patrasová, Jiřina Krejčíková, Alexej Okuněv, Jaroslava Schallerová, Milan Hein, Jana Švandová, Jan J. Vágner, Jiří Světlík, Andrea Čunderlíková, Petr Skarke, Petr Svoboda, Šizuka Išikava, Dana Kubálková, Venuše Samešová, Milena Steinmasslová, Jaroslav Heyduk, Vladimír Pospíšil, Jindřich Narenta, Hana Talpová, Josef Vondráček, Karel Anderle, Pavel Vlasák, Jiří Flíček, Miroslav Krejča, Milan Pěkný, Pavel Robin, Miloš Švarc, Jan Pohan, Inka Čekanová, Pavel Jiras, Jan Gottlieb, Pavel Šmok, Bert Schneider, Karel Engel, Miroslav Jíra, Jaroslav Klenot, Jiří Klenot, Zdeněk Srstka, Ivana Maříková, Marta Richterová, Vladimír Fürst, Klára Frydrychová, Peter Bamidele Jzirein, Joseph Ig Nigeria Eboreime, Pavel Rímský, Jaroslav Sus, Eva Chaloupková, Zdeněk Boubelík, Petr Novák, Karel Schumpeter, Luděk Munzar
- Další údaje: barevný, 84 minut, pohádka
- Výroba: ČSSR, Filmové studio Barrandov, Mosfilm, 1976